# Francisco I de Saint-Pol
Francisco I de Bourbon-Vendôme (1491-1545), conde de Saint-Pol y de Chaumont, fue gobernador del Delfinado durante el reinado de Francisco I.

## Biografía
Era hijo de Francisco de Borbón, conde de Vendôme y de María de Luxemburgo, condesa de Saint-Pol. Fue armado caballero en la batalla de Marignano, estuvo presente en la defensa de Mézières en 1521, y combatió también en la batalla del Sesia (1524), incluso fue tomado prisionero en la Batalla de Pavía.
Recibió en 1527 el Gobierno del Delfinado. Como tal, mantendrá bases operativas para las campañas francesas en Saboya y Piamonte, y tomó el mando durante la guerra. Fue derrotado y tomado prisionero en la batalla de Landriano  siendo liberado tras la firma de la Paz de Cambrai (1529). Participaría en las siguientes guerras italianas como parte del estado mayor francés. Hasta su fallecimiento. Esto provocó la destrucción de la capital de su condado por las tropas imperiales en junio de 1537.

## Descendencia
Se casó en 1534 con la Duquesa Adriana de Estouteville (m. 1560), quien le dio dos hijos: 
- Francisco II de Borbón-Saint-Pol (1536-1546), duque de Estouteville y conde de Saint-Pol
- María de Borbón-Saint-Pol (1539-1601), duquesa de Estouteville y condesa de Saint-Pol, que se casará en tercera nupcias con Leonardo de Orléans.